# Deutsche Rennsport-Meisterschaft
Die Deutsche Rennsport-Meisterschaft oder kurz DRM war von 1972 bis 1985 die wichtigste deutsche Automobilrennsportserie. Ihre Vorgängerserie war die von 1960 bis 1971 bestehende Deutsche Rundstrecken-Meisterschaft (DARM), als Nachfolgeserie gilt die DTM (Deutsche Tourenwagen-Meisterschaft bis 1996 und ab 2000 die Deutsche Tourenwagen-Masters).
In den ersten Jahren der DRM wurden modifizierte Tourenwagen nach FIA-Gruppe-2-Regeln eingesetzt.

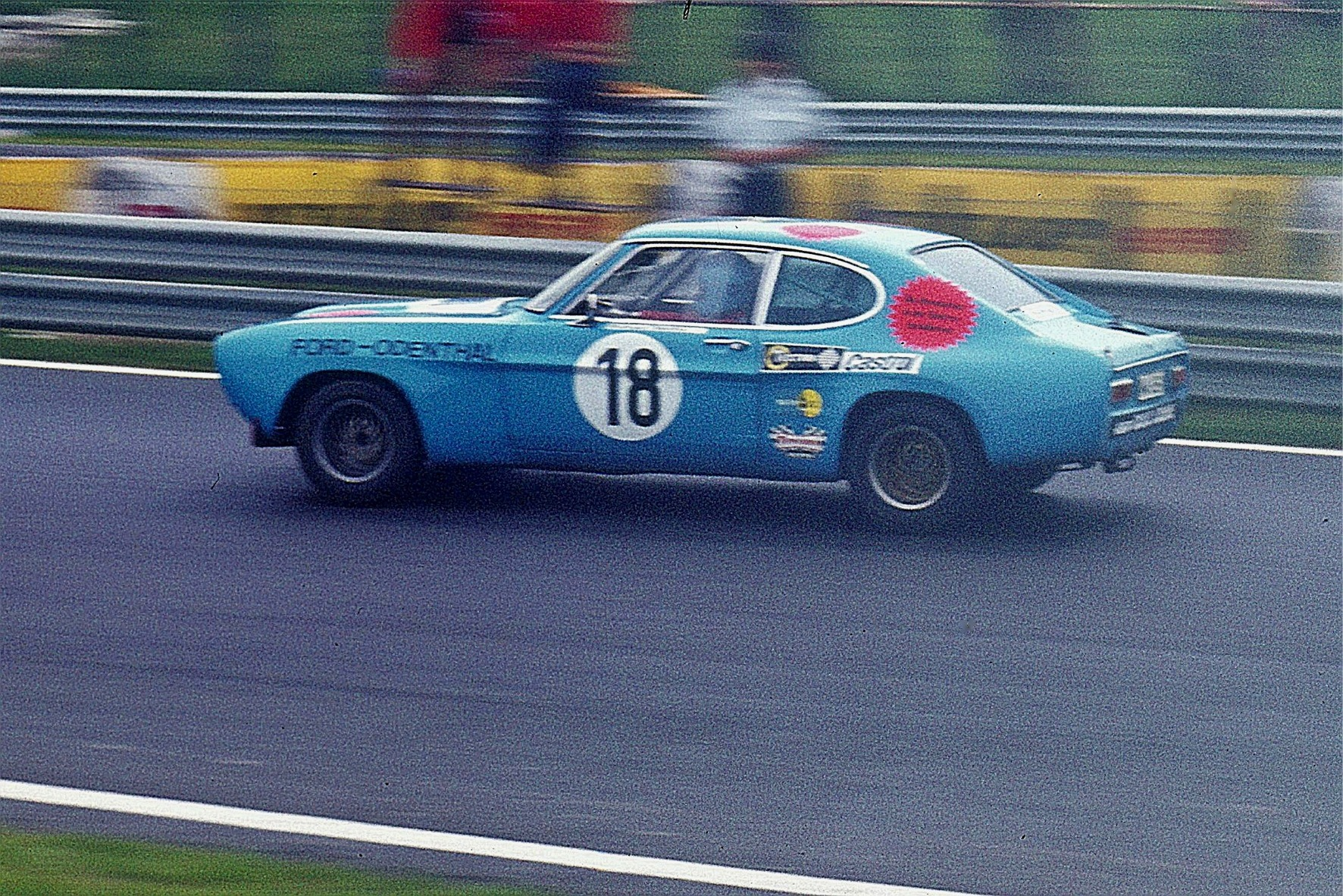
Waltraud Odenthal 1972 im Ford Capri

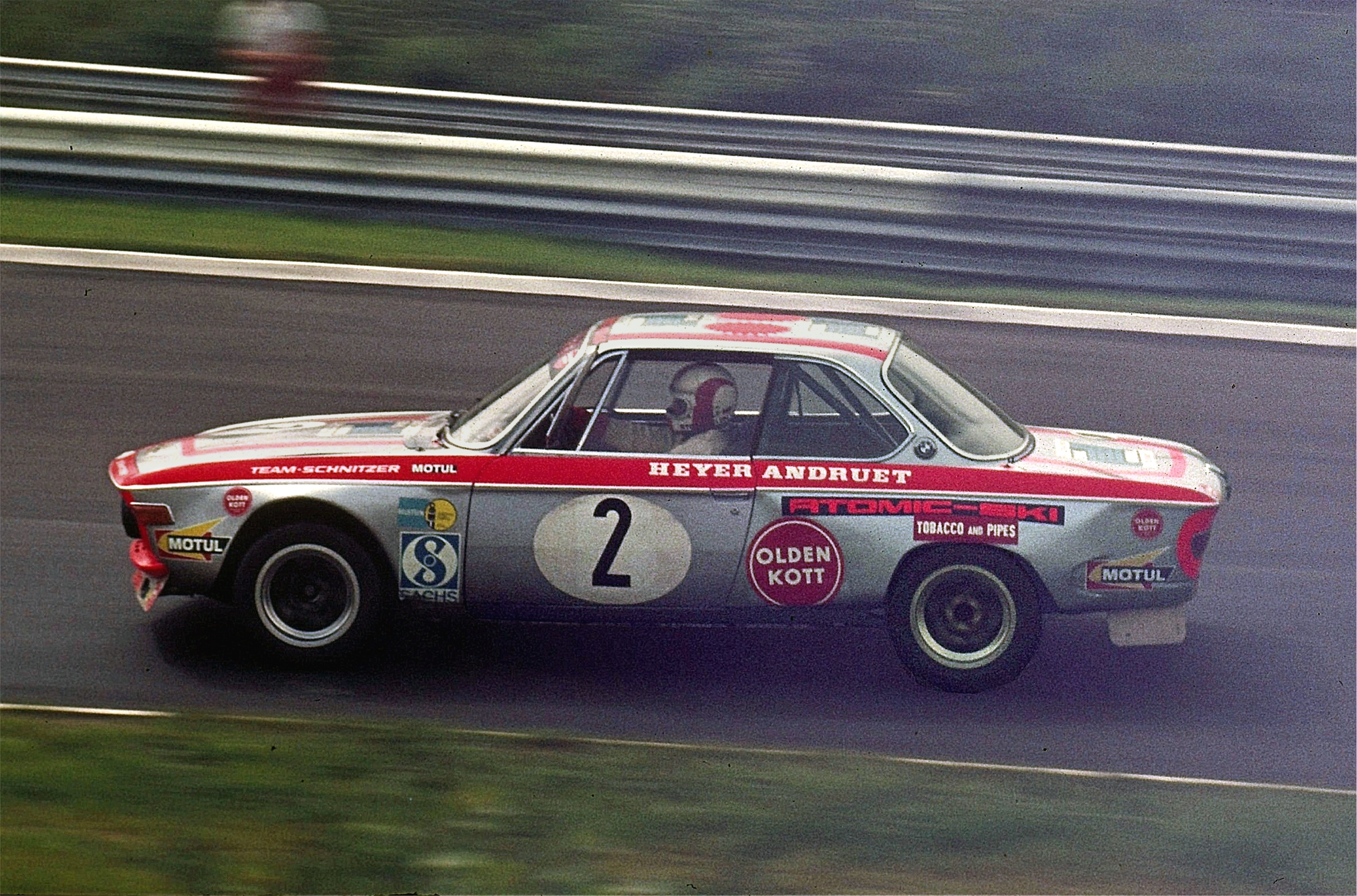
Rolf Stommelen 1972 im BMW 2800 CS

Es gab getrennte Rennen in zwei Divisionen:
- große Division 1 bis 4000 cm³, typischerweise mit BMW 3.0 CSL, Ford Capri RS 2600, Porsche 911S/Carrera RSR
- kleine Division 2 bis 2000 cm³, typischerweise mit Ford Escort, BMW 2002

In den ersten fünf Jahren konnten jeweils Ford-Piloten den DRM-Titel erringen, wobei Hans-Joachim Stuck in seinem einzigen Jahr bei der Kölner Marke den Anfang machte. Auch Formel-1-Piloten wie Rolf Stommelen und Jochen Mass nahmen gelegentlich teil. Weitere bemerkenswerte Piloten waren etwa Waltraud Odenthal auf ihrem Ex-Werks-Ford Capri RS oder Walter Röhrl auf Opel Kadett GT/E.
Ab 1977 wurden Tourenwagen nach Regeln der FIA-Gruppe-5 zugelassen, die deutlich stärker modifiziert waren, ausladende Kotflügelverbreiterungen und Spoiler aufwiesen und meist mit Turbomotoren ausgestattet waren, die einen um den Faktor 1.4 kleineren Hubraum aufweisen mussten.
- große Division 1 bis 4000 cm³, typischerweise mit Porsche 935, Ford Capri Turbo
- kleine Division 2 bis 2000 cm³, typischerweise mit Ford Escort, BMW 320

Diese spektakulären, aber auch teuren Rennwagen wurden bis 1982 eingesetzt, allerdings wegen der Kosten meist nur in einstelliger Anzahl, wobei Amateure mit billigeren Saugmotortypen die Felder auffüllten und eine eigene Wertung ausfuhren.
Ab 1982 führte die FIA ein neues Regelwerk ein. Dabei wurde die DRM nun für Sportwagen der FIA-Gruppe-C ausgeschrieben, die jedoch noch kaum verfügbar waren, sodass mit Umbauten improvisiert werden musste. In der letzten Saison 1985 wurde die Rennserie unter einem neuen Namen als Deutsche Sportwagen Meisterschaft ausgeschrieben.
Seit 2005 würdigt der Automobilclub von Deutschland die Deutsche Rennsport-Meisterschaft im Rahmen des AvD Oldtimer Grand Prix mit dem „Revival Deutsche Rennsportmeisterschaft“. Dabei ist es dem AvD wiederholt gelungen, zahlreiche Originalfahrzeuge an den Start zu bringen.

## Meister
| Jahr | Fahrer             | Team                 | Auto                   |
| ---- | ------------------ | -------------------- | ---------------------- |
| 1972 | Hans-Joachim Stuck | Ford Motorenwerke    | Ford Capri RS          |
| 1973 | Dieter Glemser     | Zakspeed Racing      | Ford Escort            |
| 1974 | Dieter Glemser     | Zakspeed Racing      | Ford Escort            |
| 1975 | Hans Heyer         | Zakspeed Racing      | Ford Escort            |
| 1976 | Hans Heyer         | Zakspeed Racing      | Ford Escort            |
| 1977 | Rolf Stommelen     | Gelo Racing          | Porsche 935            |
| 1978 | Harald Ertl        | Schnitzer Motorsport | BMW 320 Turbo          |
| 1979 | Klaus Ludwig       | Kremer Racing        | Porsche 935 K3         |
| 1980 | Hans Heyer         | GS-Tuning            | Lancia Beta Montecarlo |
| 1981 | Klaus Ludwig       | Zakspeed Racing      | Ford Capri Turbo       |
| 1982 | Bob Wollek         | Joest Racing         | Porsche 936            |
| 1983 | Bob Wollek         | Joest Racing         | Porsche 956 C          |
| 1984 | Stefan Bellof      | Brun Motorsport      | Porsche 956 B          |
| 1985 | Jochen Mass        | Joest Racing         | Porsche 956            |